# Yenny Wahid
Pour les articles homonymes, voir Wahid.
Zannuba Ariffah Chafsoh Rahman Wahid, dite Yenny Wahid (née à Jombang, à Java oriental le 29 octobre 1974) est une femme politique indonésienne, membre du Parti du réveil national. 

## Biographie
Elle est la deuxième fille de l'ancien président d'Indonésie Abdurrahman Wahid. Elle a obtenu son bac de communication visuelle de l'université Trisakti. Après le bac, elle a travaillé pour les journaux Australiens The Sydney Morning Herald et The Age. Comme journaliste, elle a fait un reportage sur le Timor oriental qui a gagné le Walkley Award de journalisme.
Quand son père a été élu le quatrième président d'Indonésie, elle a dû quitter son travail de journalisme. Ensuite, elle a été nommée l'assistant extraordinaire de la communication présidentielle. Lorsque Wahid a quitté le pouvoir, elle a étudié à Harvard Kennedy School of Government comme une Mason boursière. En 2004, elle a été nommée directrice du Wahid Institute (fondé en 2004).
Selon le journal The Australian, c'est elle qui aurait convaincu son père de la gravité des violences au Timor oriental, et de la culpabilité des hauts gradés des forces armées indonésiennes.